# Mircea Petescu
Mircea Viorel Petescu est un footballeur puis entraîneur roumain né le 15 octobre 1943 à Pecica (Roumanie) et mort le 16 décembre 2018 à Vosselaar (Belgique).
Il évoluait au poste de défenseur.
Il a été l'entraîneur de Louis van Gaal au Telstar et Sparta Rotterdam.

## Biographie
Mircea Petescu reçoit 5 sélections en équipe de Roumanie. 
Il joue son premier match en équipe nationale le 15 octobre 1964 contre l'Iran et son dernier le 6 novembre 1968 contre l'Angleterre. Il participe aux Jeux olympiques de 1964, compétition lors de laquelle il joue 3 matchs.
Il dispute également 6 matchs en Coupe d'Europe des clubs champions avec le club roumain d'UTA Arad.
Après des années de préparation, Petescu et son épouse ont fait défection pendant des vacances approuvées par l'État aux Pays-Bas. Il y entame une carrière d'entraîneur et se fait connaître pour promouvoir les jeunes dans les équipes qu'il a entraînées. Il a été entraîneur de Louis van Gaal chez Telstar et Sparta et a découvert Danny Blind parmi de nombreux autres joueurs.

## Carrière

### Joueur
- 1959-1960 : UTA Arad ( Roumanie)
- 1960-1963 : Știința Timișoara  ( Roumanie)
- 1963-1967 : Steaua Bucarest ( Roumanie)
- 1967-1973 : UTA Arad ( Roumanie)

### Entraîneur
- 1973-1975 : FC Dordrecht ( Pays-Bas) adjoint
- 1975-1977 : NEC Nimègue ( Pays-Bas) adjoint
- 1977-1978 : Stormvogels Telstar ( Pays-Bas)
- 1978-1980 : Sparta Rotterdam ( Pays-Bas)
- 1981-1982 : FC Dordrecht ( Pays-Bas)
- 1982-1984 : s-Gravenzandse SV ( Pays-Bas)
- 1987-1988 : Go Ahead Eagles ( Pays-Bas)

## Palmarès

### Équipe de Roumanie
- Champion d'Europe des moins de 19 ans en 1962

### UTA Arad
- Champion de Roumanie en 1969 et 1970
- Vice-champion de Roumanie en 1972

### Steaua Bucarest
- Vainqueur de la Coupe de Roumanie en 1966
- Finaliste de la Coupe de Roumanie en 1964